# 杜孟
杜孟（法語：Serge Dumont，1960年2月3日—），中文名“杜孟”，是最早在中国从事公关行业的外国人之一。现任宏盟集团副主席、亚太区主席，负责宏盟集团大中华区的业务。

## 职业生涯
杜孟，法国人，毕业于巴黎索邦大学。获得法国巴黎东方语言文化学院社会学及东方语言与文明学双学位。曾在台北政治大学学习。
1985年，杜孟来到北京，创办了中国第一家合资公关咨询公司——中法公关公司（Interasia）。公司迅速赢得了很多财富500强客户，并发展成为传播领域的领先者。
1993年杜孟将该公司出售给爱德曼国际公关公司（Edelman）。
1998年到2006年，杜孟专注于私人投资，同时也投身于公益慈善事业。
2006年，杜孟加入宏盟集团，2011年被任命为集团高级副总裁兼亚太区总裁。主要职责是规划发展战略，构建公共关系，从而管理迅速成长的大中华区业务，扩大宏盟集团在大中华区的业务范围。杜孟与复旦大学新闻学院签订digitalworks宏盟高级培训项目。杜孟与中欧国际工商学院签订了战略合作协议，宏盟大学落户中国。杜孟领导的DDB国安中国商务部制作的“中国制造”广告创意。 
2012年杜孟在达沃斯论坛上发表演讲。

## 公益慈善活动
杜孟热衷于教育及公共健康领域的公益及慈善活动。2006年，杜孟荣任联合国艾滋病规划署特别代表2008年获得联合国艾滋病规划署“艾滋病防治杰出贡献金奖”。
2003年“非典”期间, 他曾带领一个专家团队为北京市政府高层领导和世界卫生组织提供危机公关咨询服务。
2004年，在清华大学新闻与传播学院设立个人基金——杜孟基金，旨在培养中国高素质的传播人才。
2003年以来，杜孟担任法国政府对外贸易部的顾问。杜孟现任清华大学新闻与传播学院顾问委员会和中欧国际工商学院顾问委员会顾问。杜孟现任中国青少年发展基金会理事。

## 著作
2003年，杜孟撰写的《中国品牌大赢家》一书, ISBN 9787800736568，是第一本分析中国顶尖企业寻求品牌国际化的专业书籍。

## 荣誉及奖项
杜孟获得过诸多荣誉和专业奖项
- 法國“荣誉勋位骑士勋章”

- 法國“学院棕榈骑士勋章”

- 法國“文化与艺术军官勋章”

- 法國“农业贡献骑士勋章”

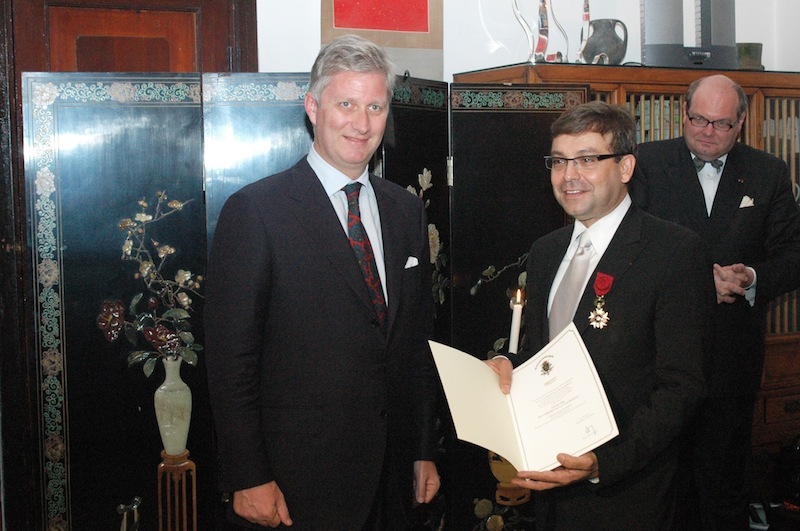
杜孟获得比利时国王“皇家皇冠军官勋章”

- 義大利政府“意大利团结之星大将军勋章”[16]

- 摩洛哥国王“摩洛哥皇家御座军官勋章”

- 比利时国王“皇家皇冠军官勋章”等[12]

2008年，杜孟荣获联合国颁发的“艾滋病防治杰出贡献奖”.
2011年，杜孟荣获《霍尔姆斯导报》颁发的Sabre 亚太地区杰出个人成就奖.